# Holcocera basipallidella
Holcocera basipallidella é uma espécie de mariposa do gênero Holcocera pertencente à família Coleophoridae.